# Will Muir
Pour les articles homonymes, voir Muir.
Pas d'image ? Cliquez ici

a Compétitions nationales et continentales officielles uniquement.

b Matchs officiels uniquement.
Dernière mise à jour le 9 juillet 2025.
Will Muir, né le 30 octobre 1995 à Middlesbrough (Angleterre), est un joueur international anglais de rugby à XV jouant au poste d'ailier à Bath Rugby.
Il est également international anglais de rugby à sept, de 2017 à 2020.

## Biographie

### Jeunesse et formation
Will Muir naît à Middlesbrough en Angleterre. Il passe ses premières années dans l'élevage de porcs de sa famille. Il poursuit ensuite ses études en ingénierie mécanique à l'université de Northumbria. Cependant, son parcours prend un tournant inattendu lorsqu'il découvre le rugby à sept au cours de sa deuxième année à l'université. Il progresse rapidement en participant à de nombreux tournois dans toute l'Angleterre. Il prend part à des tournois de plus en plus importants et finit par être repéré par la fédération anglaise qui le recrute pour son équipe nationale à sept.

### Débuts en rugby à sept (2017-2020)
Will Muir fait ses débuts avec l'équipe d'Angleterre de rugby à sept en 2017, en Afrique du Sud, durant le Assupol International Sevens tournament.
Une semaine après l'obtention de son diplôme, Will Muir se rend à San Francisco pour participer à la Coupe du monde de rugby à sept 2018,.
En 2019, il est élu England Sevens Player of the Year, récompensant le meilleur joueur anglais de rugby à sept de l'année.

### Passage en rugby à XV avec Bath Rugby (depuis 2020)
Après de bonnes performances avec l'équipe nationale de rugby à sept, il est recruté en août 2020 par Bath Rugby où il signe un contrat court terme et passe donc au rugby à XV. Il arrive pour jouer au poste d'ailier,. Il fait ses débuts à XV en février 2021, entrant en jeu dans un match de Championnat d'Angleterre contre les Harlequins. La semaine d'après il est titularisé pour la première fois, face aux Sale Sharks. Après une bonne saison 2020-2021 durant laquelle il marque cinq essais en dix apparitions, il prolonge son contrat de deux ans avec sa nouvelle équipe.
À cause d'une grave blessure au genou, il manque presque l'intégralité de la saison 2022-2023.
Will Muir réalise une première partie de saison 2023-2024 de bonne facture, ce qui lui permet d'être dans un premier temps sélectionné pour la première fois de sa carrière en équipe d'Angleterre de rugby à XV par Steve Borthwick pour participer au Tournoi des Six Nations 2024. Il profite en effet de la blessure d'Oscar Beard pour intégrer la sélection. Il n'obtient toutefois pas sa première sélection durant cette compétition. Dans un second temps, il est appelé avec l'équipe d'Angleterre A (équipe d'Angleterre réserve) pour participer à un match amical face au Portugal. Il est titularisé, marque un essai et les Anglais l'emportent très largement sur le score de 91 à 5,. Dans le même temps, il prolonge son contrat de trois ans supplémentaires avec Bath Rugby, soit jusqu'en 2027,. En fin de saison, il est titulaire lors de la finale de Premiership perdue 25 à 21 contre les Northampton Saints,.
En novembre 2024, il est rappelé en équipe d'Angleterre A pour une rencontre face à l'Australie A (en). Il entre en jeu et marque un essai dans cette rencontre remportée 38 à 17

## Palmarès

### En club
- Finaliste du Championnat d'Angleterre en 2024 avec Bath Rugby.
- Vainqueur de la Challenge Cup en 2025 avec Bath Rugby.
- Vainqueur du Championnat d'Angleterre en 2025 avec Bath Rugby.

### Distinctions personnelles
- Élu England Sevens Player of the Year en 2019.